# Godło
Godło – symbol wyróżniający lub zastępujący coś, również emblemat oraz znak rozpoznawczy przynależności osoby bądź przedmiotu do szerszej grupy np. herb, gmerk, logo.

## Pochodzenie godeł
Pochodzenie godeł jest bardzo złożone, szczególnie herbów i godeł heraldycznych. Już we wczesnych formach cywilizacji społeczności ludzkie przyjmowały pewne znaki rozpoznawcze przynależności rodowej, klanowej lub statusu społecznego. W Europie zespół znaków rozpoznawczych przyjmował głównie formę herbów i gmerków prawdopodobnie z:
- umownych znaków pasterskich czy kupieckich, używanych w starożytności i wczesnym średniowieczu (zob. tamga)
- starożytnych znaków wojskowych, w szczególności floty wojennej
- symboliki religijno-państwowej towarzyszącej powstawaniu pierwszych państw, monarchii i republik
- wiele godeł pochodzi od liter różnych alfabetów – arabskiego (tugra), łacińskiego czy runicznego (niektóre herby polskie, litewskie i gmerki).

## Rodzaje godeł

### Godło heraldyczne
Godłem heraldycznym nazywamy figurę heraldyczną znajdującą się na tarczy herbowej.
Rozróżnia się 3 kategorie figur heraldycznych:
1. Figury geometryczne, w tym; figury zaszczytne, figury uszczerbione
2. Krzyże heraldyczne
3. Figury zwyczajne

Godła te historycznie wywodzą się z dawnych znaków rodowych, terytorialnych lub znaków bojowych wodzów, choć kwestia ta wzbudziła w historiografii wiele odmiennych tez.
Godło herbowe może mieć postać powstałych w wyniku podziału geometrycznego tarczy figur heraldycznych (zaszczytnych lub uszczerbionych) lub postaci ludzkich, zwierząt, ciał niebieskich, potworów legendarnych, przedmiotów itp. (tzw. godła heraldyczne właściwe, tzw. mobilia herbowe). W okresie średniowiecza i czasach nowożytnych herby, jako znaki rodowe były noszone w szczególności przez osoby fizyczne należące do wyższych sfer feudalnych, rycerstwa i szlachty. Wiele osób prawnych (np. jednostki terytorialne, miasta, uniwersytety, zakony, stowarzyszenia) również używało i używa godeł w postaci heraldycznej, zasługujących w pełni na nazwę herbu. Mieszczanie, kupcy, rzemieślnicy i chłopi używali początkowo najczęściej innej formy godła: gmerku, z czasem stopniowo upodabniającego się do herbu.

godło popularne w polskich herbach
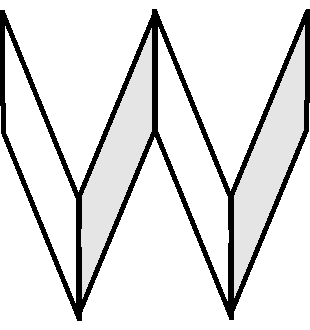
łękawica – polskie godło heraldyczne
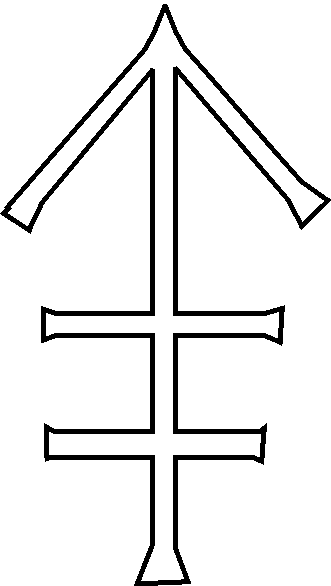
przykład typowego godła z polskich herbów
lew – popularne godło w europejskich herbach

Specyficzna forma samoistnych godeł (ang. – Badges) istnieje w Wielkiej Brytanii. Są to godła heraldyczne, bądź „wyjęte” z tarczy herbowej, bądź zupełnie z herbem niezwiązane, funkcjonujące samoistnie, bez tarczy herbowej i pozostałych elementów herbu. Są zastępującym herb, skrótowym identyfikatorem heraldycznym, swego rodzaju logo. Jak i pozostałe insygnia heraldyczne – herb i proporzec nie są już dziś przyjmowane samorzutnie, ale tworzone, nadawane i nadzorowane przez królewskich heroldów. Np. godłem księcia Walii są trzy strusie pióra w koronie, godłem Yorków była biała róża, a Lancasterów – czerwona. Pewną analogią są używane w Szkocji godła klanów (ang. Crest, Badge).

godło księcia Walii
godło Yorków
godło Lancasterów
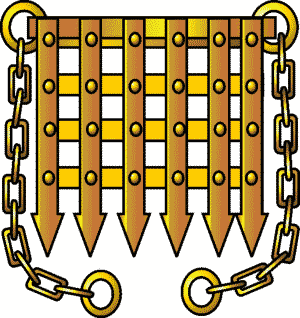
godło Beaufortów

### Godło państwowe
Godła państwowe są – przynajmniej na terenie Europy – często pochodne od godła lub herbu aktualnych lub historycznych władców. Ich opis jest prawnie zdefiniowany i prawnie chroniony. Godła te są umieszczane m.in. na sztandarach, flagach, monetach i pieczęciach. Są uważane za jeden z najważniejszych znaków suwerenności danego podmiotu politycznego. Większość godeł państwowych w Europie, i wiele na innych kontynentach to ściśle biorąc herby państwowe. Zgodnie z właściwą heraldyce nomenklaturą godło jest tylko elementem herbu, np. godłem Polski jest Orzeł Biały, natomiast tenże orzeł umieszczony na tarczy herbowej w czerwonym polu jest już herbem Polski, a więc pełniejszą i dostojniejszą formą identyfikacji.
Zastępowanie słowa herb słowem godło jest prawdopodobnie pozostałością po PRL, gdzie heraldyka i herby jako pozostałości poprzednich systemów były traktowane przez władze niechętnie. Stąd zresztą wiele godeł państw socjalistycznych nie jest herbami, lecz właśnie jedynie godłami. Stosowanie słowa godło zamiast herb weszło już do języka potocznego tak powszechnie, że występuje nawet w oficjalnych dokumentach, czego wyrazem jest fakt, iż heraldyczny herb państwa określany jest mianem „godła” także w najważniejszym państwowym akcie prawnym – w konstytucji. Aktualnie obowiązująca Konstytucja z 1997 r. stanowi iż: godłem Rzeczypospolitej Polskiej jest wizerunek orła białego w koronie w czerwonym polu (art 28, pkt 1). Termin „godło” używany jest często na określenie symbolu odpowiadającego heraldycznemu herbowi, jeżeli herb ten związany jest z jednostką terytorialną o charakterze politycznym lub polityczno-administracyjnym – państwem niepodległym (stąd np. godło Rumunii, godło Węgier), terytorium zależnym (np. godło Falklandów, godło Wysp Owczych) albo prowincją o szerokiej autonomii (np. godło Karelii, godło Tatarstanu) – podczas gdy w rzeczywistości najczęściej są to herby.
Godło państwowe często funkcjonuje też samoistnie, bez tarczy herbowej i innych heraldycznych elementów – np. na monetach, guzikach, elementach umundurowania.
W wielu krajach funkcjonują także godła państwowe niemające często związku z herbem państwa, a będące rodzajem logo. Więcej na ten temat zobacz w haśle godło państwowe.

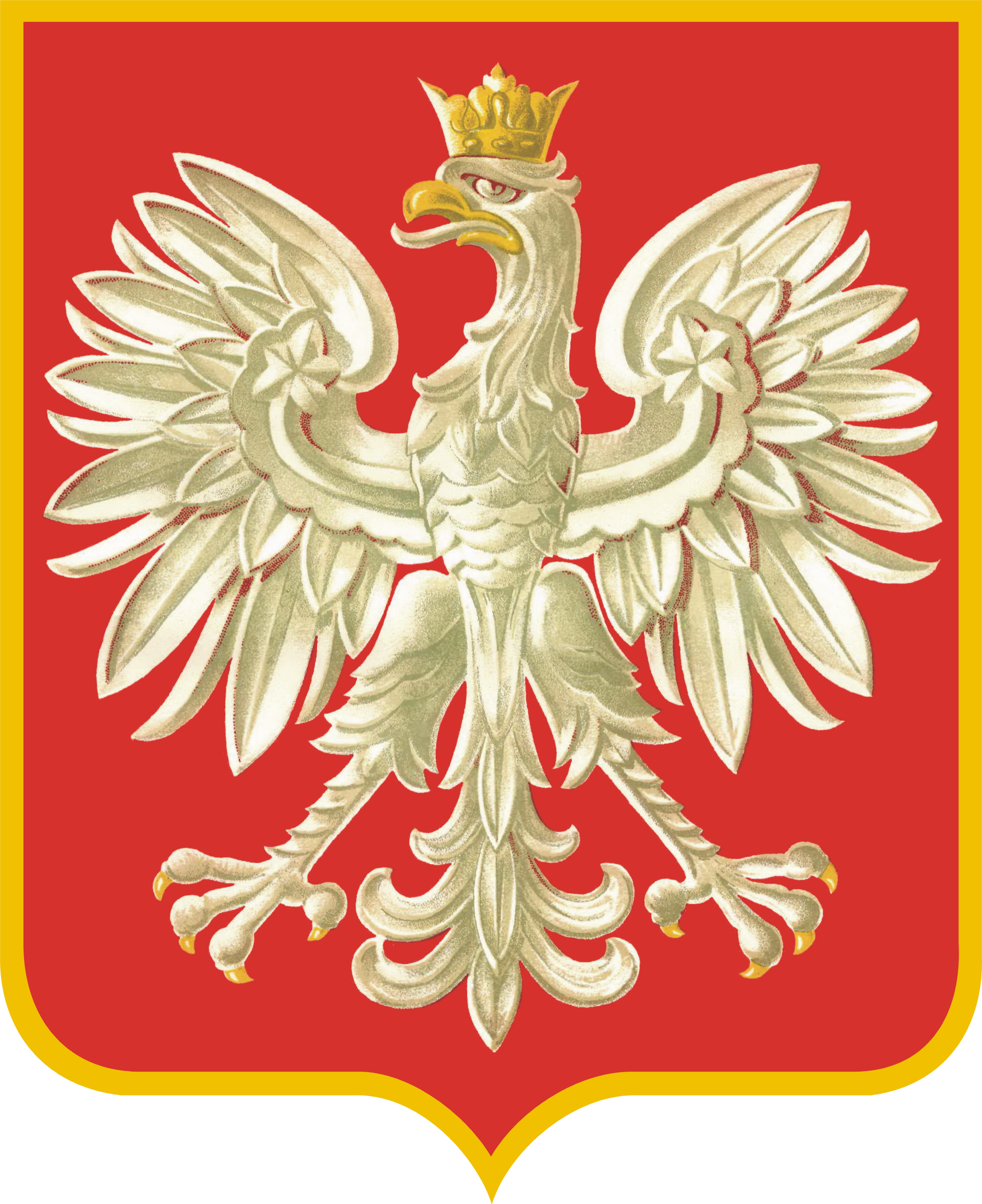
Herb II Rzeczypospolitej z godłem
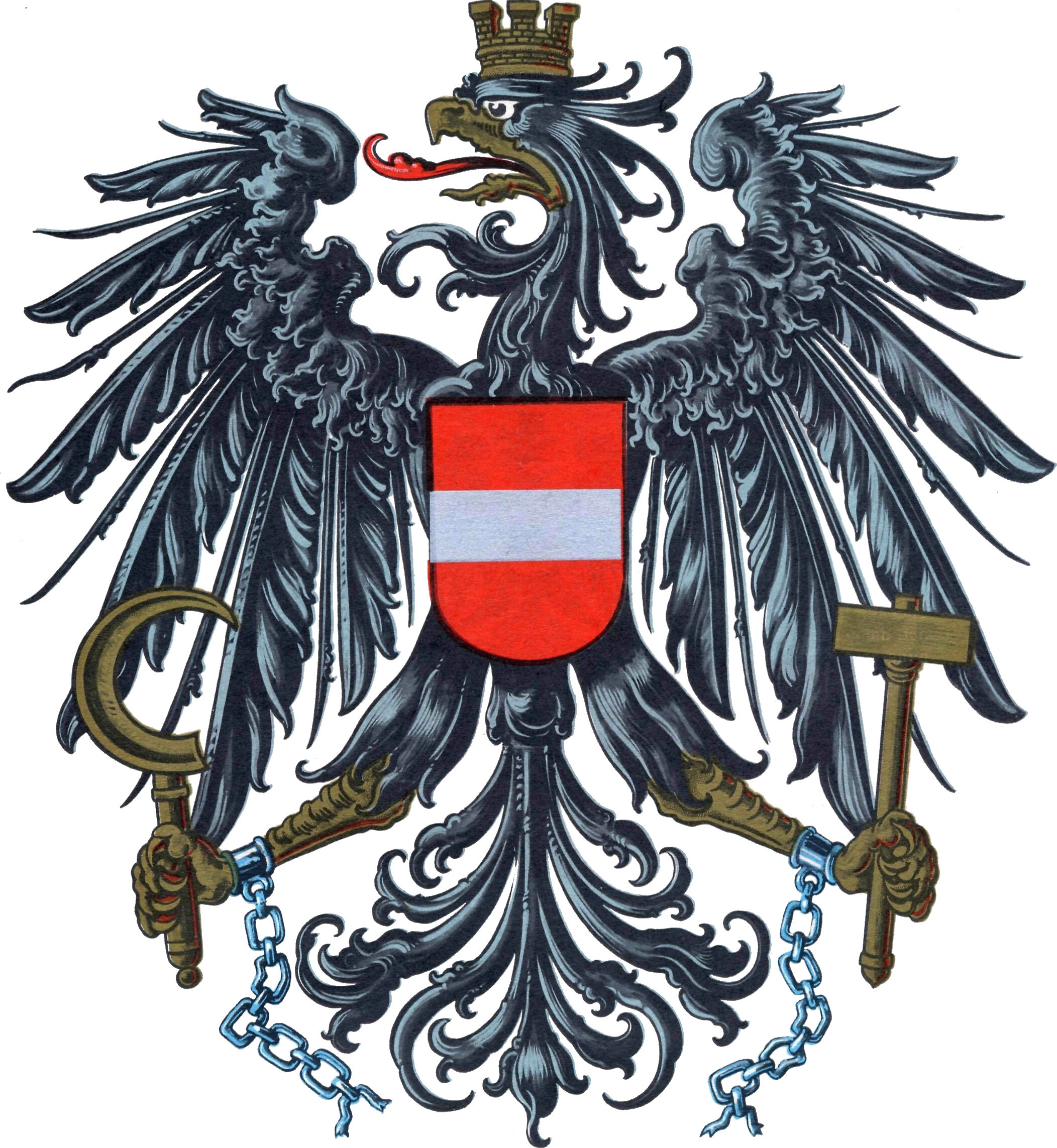
Godło Austrii

### Godło klanu
Godło klanu szkockiego – wizualny identyfikator przynależności klanowej, świadczący, wraz z tartanem i zawołaniem wojennym o przynależności do konkretnego szkockiego klanu.
Godło [ang. badge (clan badge, clan crest)] wywodzi się z heraldyki i zwykle jest związane z herbem rodowym naczelnika klanu, zazwyczaj przedstawia sam herbowy klejnot otoczony pasem wzorowanym na Orderze Podwiązki, z wypisaną dewizą klanu (nie zawołaniem bojowym!). Naczelnik, jego rodzina i wodzowie gałęzi klanu używają godła wpisanego w okrąg (ozdobiony również dewizą), a nie otoczonego pasem.
Noszone przy berecie czasem bywa ozdabiane orlimi lub kogucimi piórami, których rodzaj i ilość określają pozycję w klanowej hierarchii. Naczelnikowi przysługują trzy pióra. Czasem prawdziwe pióra zastępowane są srebrnymi, a w przypadku jeżeli nosiciel godła posiada tytuł arystokratyczny, godło jest także ozdabiane koroną rangową.
Godło klanowe zwykle jest noszone przy nakryciu głowy szkockiego stroju narodowego, jako spinka przerzucanego przez ramię tartanu bywa także noszone w klapie, stosowane jako ozdobnik papeterii, wizytówek czy exlibrisów.
Niektóre szkockie klany posiadają także prastare godła z okresu przedheraldycznego, Plantbadges – godła roślinne, np. gałązki określonych roślin.

Używanie godeł klanowych podlega kontroli przez urząd Herolda Szkocji – Court of Lord Lyon King of Arms pod względem poprawności heraldycznej używanych i nowo tworzonych godeł oraz prawa do ich używania.

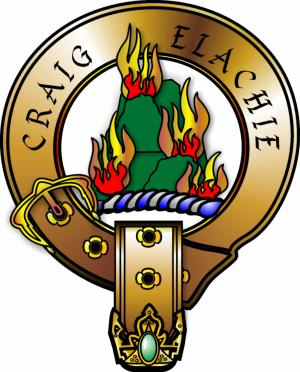
Godło klanu Grantów
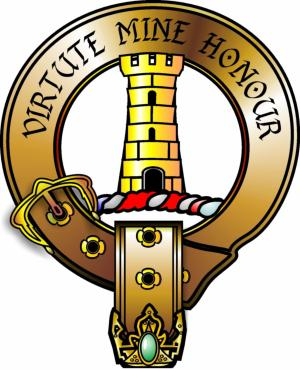
Godło klanu Macleanów
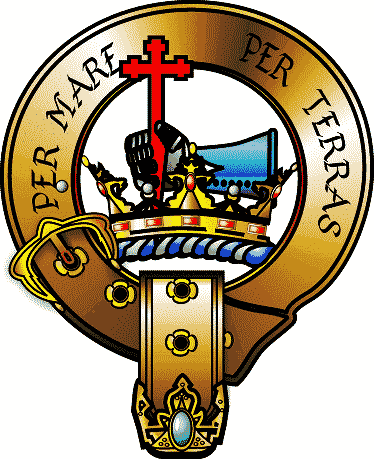
Godło klanu Macdonaldów
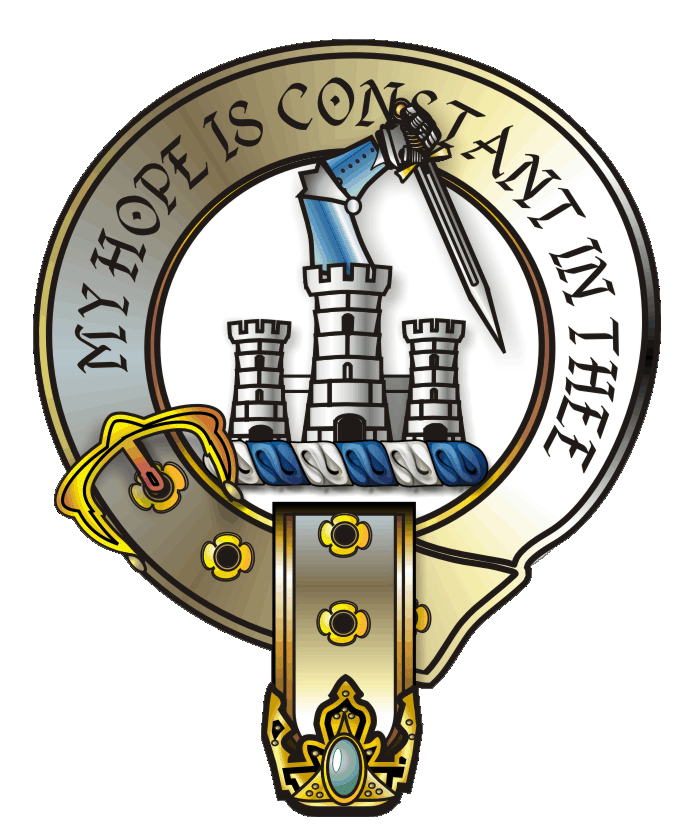
Godło Macdonaldów of Clanranald